# Gaius Iulius Hyginus
Gaius Iulius Hyginus (n. cca. 64 î.Hr. – d. 17 d.Hr.) a fost un autor latin, un elev al celebrului Lucius Cornelius Alexander Polyhistor și un sclav eliberat de Cezar Augustus. El a fost ales de către Augustus chestor al bibliotecii Palatine potrivit lucrării lui Gaius Suetonius Tranquillus De Grammaticis, 20.
Nu este clar dacă Hyginus era originar din Spania sau din Alexandria. 
Craterul lunar Hyginus și planeta minoră 12155 Hyginus îi poartă numele.

## Opera

### Fabulae
Fabulae constă din trei sute de mituri și genealogii celeste, unele foarte scurte și chiar cu exprimare prea clară sau brutală. Fabulae a fost creată de un autor care a fost caracterizat de către editorul său modern, H. J. Rose ca: (în latină adulescentem imperitum, semidoctum, stultum) un tânăr ignorant, semidoct și stupid, dar valoros pentru că s-a folosit de operele unor scriitorii greci de tragedii care s-au pierdut.

### De Astronomia sau Poeticon astronomicon
De Astronomia a fost publicată pentru prima oară de Erhard Ratdolt la Veneția în 1482, sub titlul Clarissimi uiri Hyginii Poeticon astronomicon opus utilissimum. Lucrarea prezintă miturile legate de constelații. La fel ca și Fabulae, De Astronomia sau Poeticon astronomicon este o colecție de rezumate. Stilul și nivelul de competență al limbii latine precum și greșelile elementare (în special la reproducerea originalelor grecești) au fost motivele pentru care un contribuitor anonim al Ediției a XI-a a Enciclopediei Britannica 1911 a afirmat faptul că lucrarea nu poate să fi fost activitatea unui atât de distins savant ca Gaius Iulius Hyginus. De asemenea a sugerat faptul că aceste tratate ar fi doar un rezumat făcut în a doua jumătate a secolului al doilea a lucrării Genealogiae de Hyginus de către un autor necunoscut. Acesta ar fi adăugat un tratat complet de mitologie. Listele de stele din Astronomia sunt exact în aceeași ordine ca în lucrarea lui Ptolemeu, Mathēmatikē Syntaxis (Syntaxis mathematica), acest lucru întărind ideea unei compilații din secolul al II-lea.